# 福田貴代子
福田貴代子（日语：／ Fukuda Kiyoko，1944年—），婚前舊姓「嶺」，日本第91任內閣總理大臣福田康夫的妻子，企業家嶺駒夫的女兒、政治家櫻內幸雄的孫女、政治家櫻內義雄之姪女、企業家櫻內乾雄之姪女。茶名（裏千家）為福田宗貴。福田貴代子是東京都出身，慶應義塾大學心理學畢業。

## 脚注
1. ↑  "次期ファーストレディは…いずれ劣らぬ“あげまん”" ZAKZAK: 2007-9-21. 2007年10月16日閲覧.

| 前任： 安倍昭惠 | 內閣總理大臣夫人 2007年9月26日 - 2008年9月24日 | 繼任： 麻生千賀子 |